# ماجدالينا بيتي
ماجدالينا بيتي (بالإسبانية: Magdalena Petit)‏ هي كاتِبة تشيلية، ولدت في 1893 في Peñaflor, Chile ‏ في تشيلي، وتوفيت في 1968.